# 御船神社 (多気町)
御船神社（みふねじんじゃ）は、伊勢神宮皇大神宮（内宮）の摂社。本項目では、御船神社と同座する牟弥乃神社（むみのじんじゃ）についても記述する。
どちらも川の神を祀る神社である。

## 概要
ここでは2社共通事項を記述する。
三重県多気郡多気町土羽（とば、どば）に鎮座する。鎮座地の地名「土羽」は「止場」を意味し、倭姫命の船が止まったことに由来する。
社殿は神明造で玉垣に囲まれている。賽銭箱は置かれていない。社地の入り口には常夜灯が立つ。社地の面積は975坪（≒3,223m2）。

## 御船神社
御船神社は、内宮の摂社27社のうち、第24位である。倭姫命が外城田川（ときだがわ）を遡上する旅の途上に船を停泊し、定めた神社である。倭姫命がここで止まったのは、川幅が狭くなり船が通れなくなったからである。
『延喜式神名帳』では、「大神乃御船神社」と記す。「大神乃御船」とは天照大神がお乗りになる船を意味するものと見られ、薗田守良は、天照大神の神体を奉安する御樋代を納める御船代（みふなしろ）が遷御後に御船神社に納められたのではないか、と推定した。
祭神は大神御蔭川神（おおかみのみかげかわのかみ）。田畑を潤す外城田川の守護神または水上交通の守護神とされる。御船神社と同じ内宮摂社の蚊野神社でも同じ神を祀る。「御蔭」には霊魂、恩恵（＝おかげ）の意味があり、神田に引水する川のほとりに祀った大神の霊であると『神宮典略』では解説している。
祭神には異説があり、『伊勢二所太神宮神名秘書』は「大神乃御船神」、『延喜式神名帳僻案集』は「天鳥船神」、『伊勢国神名帳考證』では「鳥石楠船神」とする。

## 牟弥乃神社
牟弥乃神社は、内宮の末社16社のうち、第15位である。社殿は中絶し、御船神社と同座する。
祭神は寒川比古命（さむかわひこのみこと）と寒川比女命（さむかわひめのみこと）。外城田川の守護神で、大水上命（おおみなかみのみこと）の子である。祭神名の「寒川」は外城田川の異名であり、川の水が冷たく、寒かったことから倭姫命が命名した。

## 歴史
伊勢神宮の摂社の定義より御船神社は『延喜式神名帳』成立、すなわち延長5年（927年）以前に創建された。『皇大神宮儀式帳』には「倭姫内親王定祝」とある。『皇大神宮儀式帳』に記載があることから延暦23年（804年）以前から存在したことになる。
古代の土羽は度会郡田辺郷に属していたが、大化5年（649年）に度会郡から多気郡が分立し、同郡の有尓郷（有爾郷）に属することになった。こうした経緯もあり、『延喜式神名帳』では度会郡の項に「大神乃御船神社」として記載されている。
中世以降祭祀が断絶し、寛文3年8月29日（グレゴリオ暦：1663年9月30日）に現社地で再興された。この時、堀の跡や古い柱の穴や朽ちた木が発見されたため、旧社地と考えられた。御巫清直はこの地を旧社地に比定する説を支持したが、中川経雅は土羽村の隣の村にある、里人が「御船社」と俗称する氏神が旧社地であると主張した。天保14年（1843年）、神社の入り口に常夜灯が設置された。
明治4年（1871年）に中世以降社地不明となっていた牟弥乃神社を御船神社に同座させた。

## 交通
公共交通
- JR参宮線外城田駅より徒歩約17分（約900m）[13]。外城田駅表側（南側）から宮川用水に沿って歩き、右手に見える高台が御船神社・牟弥乃神社である[1]。

自家用車
- 伊勢自動車道玉城ICより約14分（約5.9km）。付近に駐車場はない。